# Neil Munro (Freestyle-Skier)
Robert Neil Munro (* 23. September 1967) ist ein ehemaliger britischer Freestyle-Skier. Er startete in der Buckelpisten-Disziplin Moguls.

## Werdegang
Munro nahm von 1988 bis 1995 an 37 Weltcups teil und erreichte dabei im Dezember 1989 in Tignes mit dem 19. Platz seine beste Platzierung in dieser Wettbewerbsserie. Bei den Weltmeisterschaften 1991 in Lake Placid belegte er den 44. Platz und bei den Weltmeisterschaften 1993 in Altenmarkt-Zauchensee den 69. Rang. Zudem kam er bei seiner einzigen Teilnahme an Olympischen Winterspielen im Februar 1992 in Albertville auf den 26. Platz.

## Erfolge

### Olympische Spiele
- 1992 Albertville: 26. Platz Moguls

### Weltmeisterschaften
- 1991 Lake Placid: 44. Platz Moguls
- 1993 Altenmarkt: 69. Platz Moguls

### Weltcup-Gesamtplatzierungen
| Saison  | Gesamt | Gesamt | Moguls | Moguls |
| Saison  | Punkte | Platz  | Punkte | Platz  |
| ------- | ------ | ------ | ------ | ------ |
| 1989/90 | 1      | 103.   | 7      | 42.    |
| 1991/92 | –      | –      | 2      | 58.    |
| 1992/93 | 1      | 127.   | 8      | 55.    |